# Małgorzata Paćko
Małgorzata Paćko-Jakubowska (ur. 1 lutego 1950 w Warszawie) – polska strzelczyni, wielokrotna medalistka mistrzostw Europy.
Zawodniczka klubu ZKS Warszawa i Gwardii Warszawa. Była mistrzynią Polski.
W zawodach juniorskich Paćko była trzykrotną medalistką mistrzostw Europy w 1969 roku. W karabinie standardowym leżąc z 50 metrów wygrała z wynikiem 591 punktów i był to jej jedyny indywidualny medal w karierze na mistrzostwach Europy. W tej samej konkurencji zdobyła brąz w drużynie (wraz z Elżbietą Kowalewską i Wandą Ryczko). Zajęła jeszcze z drużyną drugą pozycję w karabinie standardowym w trzech pozycjach z 50 metrów (z Kowalewską i Ryczko). W 1970 roku zdobyła brązowy medal w tej samej konkurencji, startując z tymi samymi zawodniczkami.
W seniorskich mistrzostwach Europy zdobyła siedem medali w konkurencjach drużynowych. Na zawodach w 1971 roku zajęła pierwsze miejsce w karabinie standardowym leżąc z 50 metrów (Paćko, Eulalia Rolińska, Anna Małkiewicz), oraz drugie w karabinie standardowym w trzech pozycjach z 50 metrów (Paćko, Rolińska i Irena Wierzbowska). W 1973 roku była trzecia w karabinie pneumatycznym (Bożena Taysner, Paćko, Wierzbowska), a rok później druga (Kowalewska, Paćko, Wierzbowska-Młotkowska). W 1974 roku wywalczyła jeszcze brąz w karabinie standardowym w trzech pozycjach z 50 metrów (Kowalewska, Paćko, Rolińska). Rok później osiągnęła w tej samej konkurencji pierwsze miejsce (Taysner, Kowalewska, Paćko). Ostatni raz na podium mistrzostw Europy stanęła w 1978 roku w karabinie standardowym leżąc z 50 metrów (Paćko, Maria Olejniczak, Rolińska). Najbliżej zdobycia indywidualnego medalu na mistrzostwach Europy była w 1976 roku w Skopje, gdzie zajęła czwarte miejsce w karabinie standardowym leżąc z 50 metrów, była też piąta w 1978 roku.